# 放克
放克，也译作魂克或疯克，是一種美國的音樂類型，起源於1960年代中期至晚期，非洲裔美國人音樂家將靈魂樂、灵魂爵士乐和節奏藍調融合成一種有節奏的、適合跳舞的音樂新形式。放克「不再強調旋律與和聲，而強調電貝斯與鼓的強烈節奏律動」。放克歌曲通常建立在單一和弦上由低音貝斯線的衍伸性成為律动旋味（Groove）的音乐，而且歌手和樂手們互相融入呼應。不同於節奏藍調和靈魂樂圍繞在和弦進行（chord progression）。放克采用的和弦扩展形式与咆勃爵士樂一样，例如，将小三和弦扩展为七和弦、十一和弦，或在属七和弦上转位到九和弦。
如同其他受非洲音乐影响的音乐，放克通常具有一种借助电吉他、电贝斯、电子琴以及爵士鼓作伴奏而成的复杂的舞动感。放克音樂家们有时还会加入由萨克斯风、小号和长号演奏的“管乐部分”，以便加强乐曲的节奏“冲击感”。放克音乐形成于1960年代，詹姆士·布朗创作了一个典型的强调第一拍的节奏群，即在任何时候开始打拍子都强调第一个重拍，无论是放克的低音线条、爵士鼓点还是吉他的切分音节等。后来，其它乐队也逐渐采用了詹姆士·布朗创作的节奏和演唱风格，放克音乐也更加兴盛。到了1970年，史萊和史東家族合唱團的一曲《Thank You (Falettinme Be Mice Elf Agin)》和1971年的《Family Affair》登上音乐榜首位。尽管放克音乐的历史主要由男性书写，但放克从不缺少才华横溢的知名女性音乐人，如夏卡·康、贝蒂·戴维斯、Labelle、The Brides of Funkenstein以及Mother's Finest等。
放克风格的音樂家也会演奏迪斯科和灵歌，而放克音乐的小样也被广泛地使用在嘻哈音乐、浩室音乐和敲打贝斯中。放克的衍生流派包括放克摇滚（如嗆辣紅椒）、布吉摇摆（boogie，又称为电子放克，是电子音乐的一种，是电子音乐与放克的结合版）、放克金属（如Living Colour）、G-funk（匪帮说唱与放克的结合）、廷巴（一种放克古巴流行舞曲）和放克即兴爵士（如Phish）等。许多音乐类型，如说唱、家庭音乐和鼓打贝斯等，都有放克元素。同时，Go-go风格作为放克音乐的子类别的一种，受到了放克音乐較大的影响。

## 词源
“Funk”一词本意为“骚”，用于形容一种“强烈的气味”，如今才演变为一个音乐名词。耶鲁大学人类学家、艺术历史学家Robert Farris Thompson在他的作品Flash Of The Spirit: African & Afro-American Art & Philosophy（精神闪亮：非洲与非裔美国的艺术与哲学）中假设道：“黑人社区俚语‘funky’一词原本意思是‘体味重’...语义看似源自刚果语中的词汇‘lu-fuki’。”他认为：“无论是爵士音乐家使用的funky一词，还是刚果人使用的lu-fuki，都是一种对人‘竭尽全力’去实现他们的目标的赞美...体味所代表的努力是正向的代表。因此，美国黑人爵士乐的用语‘funk’有返璞归真的意思。”
在早期摇滚爵士即兴演奏会上，音乐家们会相互喊道：“再加点臭味（put some stank on it）！”来鼓励大家更加放开、尽兴（get down）。至少在1907年开始，Buddy Bolden的一些爵士歌曲就有了如“Funky Butt”这样的名字。1950年代和1960年代时，尽管“funk”和“funky”已经越来越多使用于爵士音乐中，人们多少还是觉得它们难登大雅之堂。根据某项资料记载，新奥尔良出生的鼓手Earl Palmer是“第一位使用‘funky’一词来向同行表达一种音乐需要更多切分音、更具舞曲性含义的音乐家”。之后，放克逐渐演变成了主动、强烈律动，隐喻某种肉体行为的音乐风格。

## 特征

### 节奏
大多数的放克音乐节奏由四四拍的1、3强拍（次强拍）/2、4弱拍构成，这种节奏源于撒哈拉沙漠以南的传统非洲音乐。新奥尔良音乐家们在1940年晚期采用了这种古巴黑人曼波舞与康茄舞的二分式节奏，并赋予新的特色。由于James Brown节奏组的成功影响，新奥尔良放克赢得了世界的喜爱。

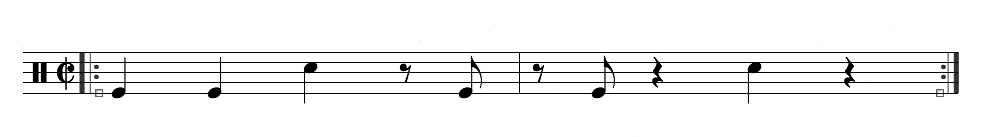
简单放克节拍动机踢踏与鼓点“kick and snare”如上，头两个音为强拍，后两个音为弱拍，鼓点音为基调强节奏

放克强化吉他的反复乐节和贝斯低音线条，使音乐得到明显的节奏感。贝斯的低音线条是摩城唱片放克歌曲中的中心装饰，往往采用击弦贝斯技巧，即用拇指勾搭低音，其它手指爆破（或弹拨）高音使贝斯获得鼓点一样的节奏效果。这种贝斯手法也是放克音乐一个独有的特征。
在放克乐队中，吉他手扮演打击乐手的角色，营造打击效果的通常技巧有使用哇音效果和在反复乐节中对个别音符静音等。知名吉他手如The Isley Brothers乐队的Ernie Isley和Funkadelic乐队的Eddie Hazel都深受Jimi Hendrix的即兴吉他独奏影响。与George Clinton共事的Eddie Hazel，是放克音乐中最著名的吉他独奏家之一。Ernie Isley的吉他从小就接受Jimi Henrix的亲自教导。他也是艾斯利兄弟乐队的成员，并暂住在艾斯利家里的阁楼上。Jimmy Nolen和Phelps Collins是另两名曾与James Brown共事的知名放克吉他手。在Brown的Give It Up or Turnit a Loose（1969）唱片中，Jimmy Nolen的吉他部分有一个梗概色调节奏，以进击音而非高音为重音，使得吉他获得非洲鼓一样的打击乐效果。需要注意，节奏群在一个强拍的开始算起，并在一个弱拍的开始结束，依此交替进行。

### 调性与和声
放克音乐使用的是与波普爵士一样的扩展和弦，例如在小三和弦上加上七度、十一度音，或属七和弦上加上可变九度。不过，与波普爵士复杂多变的和弦转换不同，放克音乐基本上不做和弦的更易，而是在复杂而快速的节奏推进上维持一种静态和谐的单和弦旋律。不少技艺精湛的知名放克独奏家都有着爵士演奏背景。长号手Fred Wesley和萨克斯管手Maceo Parker都既是放克音乐中最有名的演奏家，也是与James Brown, George Clinton和Prince共事的音乐人。
放克歌曲中的和弦通常比较接近多利亚教会调式或混合利地亚调式，而非流行音乐中常用的大调和自然小调。其旋律由上述调式混合布鲁斯音节演绎而来。在1970年代，爵士音乐与放克音乐结合开创了“爵士—放克”子流派，经典唱片有Miles Davis（Live-Evil, On the Corner），和Herbie Hancock (Head Hunters).

## 历史
Hambone杂耍演员juba朱巴舞clapping and stomping pattern拍拍手跺跺脚
美国黑人音乐的特点根植于撒哈拉沙漠以南的传统非洲音乐中，孕育于黑人灵歌、号子、赞美高歌、福音、布鲁斯和体态律动中（如朱巴舞、围圈礼拜（ring shout）拍手跺脚）。放克音乐便是融合了灵魂音乐、灵魂爵士、节奏布鲁斯和非洲—古巴节奏的基础上加以改编的音乐。

### 新奥尔良蓝调
Gerhard Kubik提到，除了新奥尔良蓝调外，早期蓝调音乐没有什么复杂的节奏，“特别在几乎所有20世纪早期的美国黑人音乐中，是没有‘time-line pattern（一种不对称非洲—古巴音乐12/8、6/8、4/4、2/4或2/2节拍，如5 + 7 or 7 + 9 1等）’的。只有在某些新奥尔良蓝调中，会有少量的简单不对称节拍（time line pattern），比如‘跺脚（stomp）拍’或者合唱休止拍（stop-time chorus）存在。这些节拍也不似典型的非洲不对称节拍。”
到了20世纪40年代后期，当二重“time-line”节拍开始引入新奥尔良蓝调音乐中时，情况有所变化。当时节奏布鲁斯开始出现，而新奥尔良音乐家们也非常善于吸收非洲—古巴音乐的元素。Dave Bartholomew和Professor Longhair（Henry Roeland Byrd）在他们的作品"Carnival Day,"（Bartholomew 1949）和 "新奥尔良嘉年华（Mardi Gras In New Orleans）"（Longhair 1949）中加入了非洲—古巴乐器、不对称节拍和二重“time-line”节奏等。Robert Palmer记录道，20世纪40年代，Professor Longhair曾经欣赏过岛上音乐家的作品且与之合奏，他感受到一种Perez Prado曼波舞唱片的魔力。”Professor Longhair的独特风格又被称为“伦巴—布吉”。
Longhair在音乐领域的一个突出成就是他别出心裁地将二重不对称节拍（two-celled, clave-based）融入新奥尔良节奏布鲁斯当中。后来，这种节拍改编成为了放克音乐的一个模板。根据Dr. John（Malcolm John "Mac" Rebennack, Jr.）所言，“我认为Professor Longhair对大部分新奥尔良发展起来的放克音乐有关键影响，是他把放克音乐化了。”在他的“Mardi Gras in New Orleans（新奥尔良的嘉年华）”中，这位钢琴师弹奏了伦巴—布吉中的2-3强/弱节拍主题。以供参考，这个2-3拍子谱子写在了钢琴节选中。

钢琴节选，选自Profssor Longhair伦巴布吉曲目“新奥尔良嘉年华（Mardi Gras in New Orleans）1949”，五线谱之上是2-3拉丁律动节拍，以供参考

古巴音乐切分节奏带来的有别于摇摆乐中的细分的连续切分的感觉植根到了新奥尔良节奏布鲁斯中。Stewart曾说：“到了最后，新月城（即新奥尔良市）以外的音乐家们也开始学习他们（新月城音乐家们）音乐中的节奏，其中影响力最大的便是詹姆士·布朗和他组织的鼓乐队和编曲们。詹姆士·布朗早期曲目节奏基本是摇摆乐节拍（swing），例如他的部分代表作‘Please, Please, Please 1956’, 'Bewildered'（1961）, 'I Don't Mind'（1961）使用的12/8芭乐节拍。后来，他的转向了一种4/4节拍的放克风格灵魂乐，其击鼓方式也随之改变。”Stewart提出这样一个观点：“二战以后，从新月城发源开来的节奏布鲁斯音乐对放克音乐起到了重要影响。在它们相互发展中，美国流行音乐的节奏形式悄悄地发生了显著的变化，从三连音或摇摆式节拍过渡到长短相同的齐音八分节拍（straight eighth notes）。需要更直接地感受Swing与straight eighth notes的区别，可通过http://www.youtube.com/watch?v=oLzYw9hcQFQ视频学习。
1965年以后，Alfred 'Pee Wee' Ellis成为了Brown乐队队长和编曲。Ellis非常认可Clyde Stubblefield对新奥尔良式击鼓的融入，因为这是现代放克音乐的基础：“当你在工作室里，说‘按放克的节奏来’，这种指示是含糊不清的。但如果你说的是‘给我一个新奥尔良的拍子’，这个指示就非常明确。Clyde Stubblefield就是放克式击鼓的缩影。”在YouTube的视频"Clyde Stubblefield/ Funky Drummer."上，Stewart表达了他的观点：大众对于流行乐的感觉变化经历了“从新奥尔良音乐过渡到詹姆士·布朗，再到1970年代以后的流行乐”这几个阶段。说到各种各样的放克动机时，Stewart认为：“应当强调的是，放克音乐的节奏模式与time line（如一般拉丁律动与最简单的二拍子tresillo）都有所区别，不是一个固定的模式，而是一种比较自由的音乐构建方式。”

### 20世纪60年代：詹姆士·布朗和放克音乐的发展
詹姆士·布朗等认可的第一支将放克音乐融入摇滚乐的乐队是20世纪50年代中期Little Richard的萨克斯管节奏布鲁斯乐队。这支乐队到1957年时从演奏流行音乐转为一支福音乐队，到了1958年，部分Little Richard乐队成员陆续跳槽到詹姆士·布朗的乐队。由此，开启了The Famous Flames长期辉煌的音乐生涯。
到了20世纪60年代中期，有别于典型的美国黑人音乐中的切分形式强调弱牌的节拍（又称为backbeat），詹姆士·布朗创造出他的标志性强拍节奏，即与典型的每一小节都以起拍作为最强拍来凸显乐队独特的音乐风格。詹姆士·布朗也常常提醒他的乐队成员“重音打在第一拍！第一拍！”从传统灵魂乐中的1-2-3-4转为1-2-3-4，并用吉他双数拍切分音节奏（四分音符-二分音符-四分音符）营造出一种反复跃动的摇摆乐效果。他的1964年热门单曲"Out of Sight"和1965年热门单曲"Papa's Got a Brand New Bag"和"I Got You (I Feel Good)"中这种1-3式节拍，掀起了詹姆士·布朗的标志性音乐浪潮。
詹姆士·布朗的放克节奏是由放克的低音线条，鼓点节奏，加以吉他的切分反复等不同节拍连锁对位形成的。其中，由主吉他固定音型的"Aint" it Funky"（c. 1960年代晚期）就是詹姆士·布朗对新奥尔良放克改编的范例，经他他的音乐剥离繁复，只保留放克节奏核心，让人闻之起舞。在"Aint" it Funky"歌曲中，其伴奏主旋律色调由简洁单一的铜管乐完成。
另一首"Bring it Up"富有非洲—古巴guajeo式的音乐结构，而在1976年版本的这首各种也用到了古巴小队鼓乐器。
詹姆士·布朗的音乐创新让他本人和他的乐队成为放克音乐极富影响力的代表；他们发行的专辑"Cold Sweat"（1967）, "Mother Popcorn"（1969）和"Get Up (I Feel Like Being A) Sex Machine"（1970）等，将放克音乐放歌推到流行前沿，并且抛弃了他们早期音乐中主流的十二小节蓝调风格。相反地，在他广泛的即兴中，詹姆士·布朗的音乐洋溢着他过耳不忘的、朝圣一般的歌喉。他也常常使用一些节奏口技，如类似于美国黑人中传统的劳动歌曲和圣歌中的西非式复节奏的低声怒音为音乐打拍子。在他的音乐生涯中，詹姆士·布朗的尖叫、低吟式标志性咆哮唱法将“黑人教堂极乐圣歌”中的表达融入到了世俗音乐里。
在1990年的采访中，詹姆士·布朗道出了他一改传统音乐节奏的原因：“我把重拍从次拍换到起拍，没有别的，因为这样更简单。”詹姆士·布朗乐队的前萨克斯管手Maceo Parker说，他最初也花了不少时间来习惯以第一拍起的演奏。回忆起在詹姆士·布朗乐队的那些日子，他表示当时在独奏表演时的确不太容易一直记得“落在第一拍”，因为之前以前习惯于听和演奏第二拍作为强拍的音乐了。

### 20世纪60年代末至70年代初
随着更多乐队接纳并吸收了詹姆士·布朗乐队的节奏与演唱风格，放克风开始流行起来。基于Phoenix, Arizona的Dyke and the Blazers于1967年发行了专辑"放克百老汇（Funky Broadway）"，这或许是灵魂时代中第一张名字中有“funky”一词的专辑。无独有偶，西海岸的“查尔斯·莱特和瓦茨103大街乐队（Charles Wright & the Watts 103rd Street Rhythm Band）”（这是一支20世纪60~70年代美国著名的先锋式灵魂放克乐队）在1967年发行了他们第一支放克专辑，并与1971年发行了至经典专辑“Express Yourself”，这支专辑也标志着他们事业的顶峰。
在西海岸的奥克兰，旧金山，另一支王牌乐队“神奇发电厂（Tower of Power）”在1968年组队。他们在1970年发行的处女专辑East Bay Grease被许多音乐发烧友奉为一个放克音乐的里程碑。，整个70年代，TOP乐队不断创作出大量热门歌曲，使放克音乐成为一个拥有广泛听众群的成功流派。
1970年，乐队“斯莱·斯通家族（Sly & the Family Stone）”的"Thank You (Falettinme Be Mice Elf Agin)"荣登音乐榜帮手，次年"Family Affair"同样摘得桂冠。毫无疑问，这样的成功为这支乐队和放克风带来了跨界的成功和更大的认可，但同样也流失了一些有一定才华与知名度的放克乐队同伴。1969年，来自新奥尔良市的The Meters以他们的前十名节奏布鲁斯"Sophisticated Cissy"和"Cissy Strut"确立了放克乐队的地位。同年，另一支放克乐队The Isley Brothers以"It's Your Thing"第一名成绩标志了美国黑人音乐的一次突破，并使詹姆士·布朗的爵士风、吉米·亨德里克斯（Jimi Hendrix）的迷幻摇滚、斯莱·斯通家族的弱牌灵魂乐与Mother's Finest之间获得了联结。

### P-放克百乐门-放克疯乐队
与此同时，一群新生代音乐人开始对“放克-摇滚”方向进行更深入的发展，其中最杰出的当属乔治·克林顿和他的百乐门（Parliament）与放克疯（Funkadelic）乐队。这两支姊妹乐队开创出一种曲风很有爵士和迷幻摇滚影子的新式放克。由于两支乐队的成员共享，他们通常被合在一起称呼为百樂門—放克瘋乐队。
百樂門—放克瘋乐队的一炮而红使得一个新的音乐词汇“P-Funk”诞生，用来指代乔治·克林顿的乐队和具有他们独特风格的放克子流派。乔治·克林顿同时也是几个同属于P-Funk系列的乐队的核心人物，如Parlet, the Horny Horns以及the Brides of Funkenstein等。此外，P-Funk也具有一种事物为同类之精华、典范、上品或自成一格的含义。

### 20世纪70年代
20世纪七十年代是放克音乐百花齐放、百乐争鸣的黄金时代，除了百樂門-放克瘋以外，史萊和史東家族合唱團、Rufus & Chaka Khan、the Isley Brothers、Ohio Players、Con Funk Shun、庫爾夥伴合唱團、The Bar-Kays、Commodores、Roy Ayers、史提夫·汪达等著名乐队作品都得以作为广播剧播放。
对于迪斯科音乐（Disco music）的兴起，放克音乐也是功不可没。许多早期的迪斯科作曲人和乐手都来自放克音乐的背景。不少迪斯科热门舞曲，如所有Barry White的热门歌、Biddu与Carl Douglas的"Kung Fu Fighting"、Donna Summer的"Love To Love You Baby"、Diana Ross的"Love Hangover"、KC & The Sunshine Band'的"I'm Your Boogie Man"、夏卡·康"的I'm Every Woman"（又称为放克灵魂的女王（The Queen of Funk Soul））以及Chic的"Le Freak"都明显带有来自放克音乐的节奏与反复乐节。1976年，Rose Royce的纯放克舞曲唱片"Car Wash"登上音乐榜首位。尽管迪斯科音乐衰落，放克在80年代的火热依然有增无减。
放克音乐还传播到了欧洲地区，并通过与非洲特色的演唱与节奏融合形成了“非洲节拍（Afobeat）”风格，其创始人为深受詹姆士·布朗风格熏陶的尼日利亚音乐家Fela Kuti。

### 爵士放克

#### Headhunters
20世纪70年代，爵士音乐家们也开始尝试放克曲风，其中，钢琴家Herbie Hancock是当时最早转入放克风格的著名爵士艺术家。Hancock于1973年成立了爵士—放克风格乐队猎头者（Headhunters band），除了管乐手Bennie Maupin得以保留，其余布阵和乐器系列都与他以往爵士六重奏大不一样，反映出Hancock新的音乐方向。Hancock的猎头者乐队打击乐手为Bill Summers。Bill Summers将非洲、非洲—古巴和非洲—巴西打击乐与节奏风格都融入到了Hancock的爵士放克音乐中。

#### On the Corner
1972年，Miles Davis以专辑On the Corner（1972）大胆进军爵士—放克音乐。如他前期作品一样，On the Corner也具有独特的实验风格。Davis称，On the Corner是一次重新将那些转投摇滚与放克的黑人年轻人听众拉回爵士的尝试。On the Corner中既有通过乐器展现的明显的放克音色，又有诸如印度小手鼓（tambora、tablas）和古巴康茄舞（congas）、邦高舞（bongos）等其它民族特色的音调与节奏律动。从音乐性来看，On the Corner是Davis和producer Teo Macero（曾与Otto Luening一道在哥伦比亚大学计算机音乐中心（CMC）学习）在20世纪60年代在实验音乐领域探索之路上的一个顶峰。这张专辑的两面都是在重放克电子鼓和贝斯节奏上与旋律片段的结合。当代作曲家Karlheinz Stockhausen也认可了On the Corner在音乐性方面的意义。

### 20世纪80年代的极简放克
20世纪80年代，随着迪斯科过热引起的一种反弹，许多P-放克中的核心乐器都被电子乐器和电子合成器所取代。管乐中的萨克斯风管和小号由合成键盘代替，并且演奏的旋律线也大大简化，独奏也基本被砍除。放克中的经典键盘乐器，如哈蒙德B3管风琴、德国和莱（Hohner）古钢琴和xxx也被新的电子合成器如Yamaha DX7等取代。电子打击乐器如Roland TR-808代替了传统放克打击乐器，贝斯的掌拍和弹击等音乐效果也直接由合成键盘贝斯低音线完成。此外，放克歌词中原本较为含蓄的双关用语也变得更加形象、直接，有关性的内容也更加露骨。
20世纪70年代晚期，日本的电子音乐组合Yellow Magic Orchestra（YMO）开始尝试电子放克。他们推出了如热门歌曲"Computer Game"（1978）这样的“电子游戏放克”音响，对后来的电子放克流派起到了重要影响。1980年，YMO成为第一支尝试TR-808可编程电子打击乐设备的乐队，其成员坂本龙一的"Riot in Lagos"在同年创造出了电子放克的节奏与音色，影响了后来一代如Afrika Bambaataa和Mantronix等电子放克艺术家。
Rick James是20世纪80年代第一位认为70年代的P-放克将独占放克大幔鳌头的放克音乐家。他于1981年发行的唱片Street Songs中的单曲"Give It To Me Baby"和"Super Freak"使他成为一颗耀眼明星，并为放克音乐的未来指明了方向。
20世纪70年代末，与James类似，Prince在作曲时使用的是极简的乐器组合。不过，Prince后来的影响更大，可与Brown比肩。Prince将性爱倾向、电子技术、更为复杂的音乐性和几近粗暴的形象与舞台表演形式融合一体，创造出像P-放克一样野心勃勃又天马行空的音乐形象。Prince组建了乐队The Time作为他的开山之作。The Time的最初构想是将放克、节奏布鲁斯、摇滚、流行音乐与新浪潮音乐的杂合，创造出“明尼阿波罗斯之声（Minneapolis sound）”新式风格。后来，这支乐队建立了以xxx和性主题为基础的独特精简放克风。
在P-放克年代，更多类似的乐队涌现出来，用心创作出一首首热门放克歌曲，这些歌曲有关性的内容大胆开放，节奏闻之起舞，并加入了合成器等其它电子乐器，比较知名的乐队有Cameo, Zapp, The Gap Band, The Bar-Kays，和The Dazz Band。他们都在20世纪80年代早期大红大紫。到了20世纪80年代晚期，放克音乐的商业市场开始流失。
受到黄色魔术交响乐团（Yellow Magic Orchestra）和发电厂乐团（Kraftwerk）的影响，美国音乐家Afrika Bambaataa在1982年以一首"Planet Rock"单曲开创了电音放克，一种以电子乐器为载体的极简放克的先河。电音放克也简称为“electro”，只需要合成器和TR-808电子鼓的电子节拍即可作曲。1983年，另一单曲"Renegades of Funk"面世。

### 20世纪80年代晚期至今
尽管20世纪80年代后，放克差点儿没被各种漂亮的商业音乐如说唱（hip hop）、当前的节奏布鲁斯和新杰克摇摆等赶出无线电音乐市场，放克的影响力依旧持续。Steve Arrington和Cameo等放克艺术家的歌曲播放率依旧领先并且得到了大批国际粉丝的支持。摇滚乐队也借鉴放克元素到他们的音乐中创作出“放克摇滚（funk rock）”和“放克金属（funk metal）”等风格。Extreme, Red Hot Chili Peppers, Living Colour, Jane's Addiction, Prince, Primus, Fishbone, Faith No More, Infectious Grooves，和Incubus将这种结合形式推广，使放克前辈们的音乐吹入到20世纪80年代中后期和90年代的新生代听众耳中。这些乐队也激发了后来90年代中期的地下朋克核（funk core）运动，并启迪了如Outkast, Malina Moye, Van Hunt，和Gnarls Barkley等这一代音乐人。
20世纪90年代，不少如Me'shell Ndegeocello和（以英国为主的）酸爵士运动音乐人与乐队（如Jamiroquai, Incognito, Galliano, Omar, Los Tetas和The Brand New Heavies）等仍然在歌曲中保留了大量放克元素。然而，他们再也不能得到放克全盛期时放克艺术家们得到的商业成功。Jamiroquai可以算作一个例外。他的唱片Travelling Without Moving获得了全球一千一百五十万的销量。与此同时，澳大利亚和新西兰的知名酒吧乐队如Supergroove, Skunkhour和The Truth等也保留了放克音乐的乐器设置。
自20世纪80年代后期起，说唱艺术家们就不断把一些老放克调子嵌入到他们的新作品中。有统计称，詹姆士·布朗的歌曲是引用率最高的，其次为P-放克歌曲。老百乐门-放克疯乐队的经典歌曲构成了西海岸匪帮放克的基础。
放克风格音乐中低音线和吉他节奏重复段中的早期节拍也常用于现代放克中。（被称为开创了匪帮放克风的）音乐人Dr. Dre等坦率承认自己受到了George Clinton迷幻放克的强烈影响。他说：“70年代那个时候，人人都是这样子，嗑药过瘾、穿喇叭裤、非洲发型、听百乐门-放克疯。这也是为什么我把我的专辑命名为The Chronic的原因，为了传达这个概念，他们的东西对我的影响潜移默化，深远持久。”20世纪90年代，著名的地下数字（Digital Underground）乐队通过向听众普及放克音乐和艺术家历史文化知识，使放克重现生机。George Clinton曾冠地下数字乐队以“P放克之子”的称号，而他们的第二只专辑全称也用了这个名字。他们的处女专辑，Sex Packets中就包含了非常多老放克音乐调子，例如传唱度很高的“The Humpty Dance”就是合成了百乐门乐队“Let's Play House”的片段。1996年，另一只充满浓郁放克风的专辑Future Rhythm面世。如今的大部分俱乐部舞会音乐，特别是鼓打贝斯就是合成放克碎鼓点片段而成的。
20世纪90年代末到21世纪初，放克成为许多果酱乐队（jam band，一种允许粉丝录制并发布其演唱会现场的即兴演奏乐队）定位自己即兴演奏会的主流元素，著名音樂家有薩克斯風手馬修·帕克。1996年，Phish开始在他们的组曲中演奏放克即兴，1998年，The Story of the Ghost深受放克影响。Medeski Martin & Wood, Robert Randolph & The Family Band, Galactic, Widespread Panic, Jam Underground, Diazpora, Soulive，和Karl Denson's Tiny Universe都从放克传统中得到灵感。20世纪90年代末期，一群伯克利音乐学院毕业生成立了Lettuce乐队。从即兴演奏的场面角度，这支乐队很有“纯放克出品”的感觉。乐队的不少成员，如键盘手Neal Evans，也是其他乐队如Soulive爵士三重奏和Sam Kininger Band的骨干成员。另一支传统新奥尔良放克风格的Dumpstaphunk乐队成立于2003的新奥尔良爵士&遗产文化节New Orleans Jazz & Heritage Festival上，具有质感如粗砂般低档位的节奏感与灵魂原味的四声部人声特色。乐队核心成员有知名内维尔家族（Neville family）的键盘手Ivan Neville、吉他手Ian Neville和两个贝斯手及2011年加入的著名放克鼓手Nikki Glaspie（Nikki Glaspie也曾是碧昂丝·诺利斯Beyoncé Knowles世界巡回演唱会和Sam Kininger Band乐队的鼓手）。
自20世纪90年代中期，围绕深度放克的nu-funk放克通过罕见的放克45转来制造出新音乐材料，参与的唱片公司有Desco, Soul Fire, Daptone, Timmion, Neapolitan, Bananarama, Kay-Dee，和Tramp等。这些唱片公司通常发行的是45转唱片。不过，尽管这些唱片专注于罕见的放克DJ，部分唱片也会交叉到主流音乐工业中，如Sharon Jones的2005年柯南奥布莱恩深夜秀（Late Night with Conan O'Brien）现场等。Scene of collector现场收集器
2000年后，部分朋克放克乐队，如Out Hud和Mongolian MonkFish等，开始走独立摇滚（indie rock）路线。其中，独立乐队Rilo Kiley在不断拓展摇滚风的同时，将放克融入他们的歌曲，如专辑Under the Blacklight中的"The Moneymaker"。Prince最新发行专辑中的放克风歌曲"The Everlasting Now", "Musicology", "Ol' Skool Company"，和"Black Sweat"等也给了放克一次回温。
此外，放克元素也出现在许多女歌手的现代节奏蓝调歌曲中，例如碧昂斯2003年的大热歌曲"Crazy In Love"（这首歌合成的是The Chi-Lites的老歌"Are You My Woman"）、Jennifer Lopez2005年的"Get Right"（这首歌合成的是Maceo Parker的"Soul Power '74"中的管乐声部）以及Amerie的歌曲"1 Thing"（这首歌合成的是The Meters的歌曲"Oh, Calcutta!"）。

## 放克与女性
尽管从最近的交流中不难看出放克的大红大紫，很少有人认真研究过女性音乐人的放克作品。文化评论人Cheryl Keyes曾解在她的文章“太黑的摇滚人，太硬的灵魂乐——重现贝蒂·马布里·戴维斯的音乐生涯（She Was too Black for Rock and too hard for Soul:（Re）discovering the Musical Career of Betty Mabry Davis）”中解读到，大部分有关放克的学问研究都集中在了男性的艺术作品中，“贝蒂·戴维斯也是一位重要的放克和摇滚乐先锋，却名不见经传。有关重塑摇滚乐情感的放克音乐领潮人的文章写的永远都是他们几个：Jimi Hendrix、George Clinton（P—放克）、和bassist Larry Graham。其实，还有更多如Chaka Khan、Labelle、Brides of Funkenstein和Klymaxx、Mother's Finest和Betty Davis等优秀的女放克音乐家。

## 衍生流派
20世纪70年代初起，放克音乐就发展出了多个子流派。除了George Clinton和百乐门乐队发展出的知名P-放克外，Kool and The Gang、Ohio Players和Earth, Wind and Fire等乐队也发展出了其它如迪斯科—放克等音乐。

### 放克摇滚
放克摇滚（英語：Funk Rock）的特点是将摇滚和放克元素混搭在一起。放克摇滚的早期化身为20世纪60年代末到70年代中期的吉米·亨德里克斯、法蘭克·扎帕、史提利·丹、賀比·漢考克、回歸永恆樂團、蓋瑞·賴特、大衛·鮑伊、母親的最佳和放克瘋早期唱片中的一些曲目。
放克摇滚中的乐器种类繁多，不过其整体音响是由贝斯、电子鼓点和电吉他作为基调的。贝斯和电子鼓的节奏声部主要秉承放克风格，但节奏感更强一些，而电音吉他则兼具两者风格，通常还加有失真效果。放克摇滚流派的著名艺术家有王子、傑西·強生、嗆辣紅椒和魚骨頭合唱團等。

### 戈戈
戈戈（英語：Go-Go）的发源地在华盛顿特区一代，与大西洋中部一些城市也具有渊源。受如Chuck Brown等歌手的"Godfather of Go-go"启发，戈戈是一种混搭了放克、节奏蓝调和早期说唱音乐的音乐类型，其特色在于使用低保打击乐和人为干扰来代替录制好的舞曲音乐。因此，戈戈本质上是一种强调现场听众回应的舞曲。后来。戈戈节奏也融入了街头敲击音乐中。

### 布吉
布吉（英語：Boogie，又名电子—放克）是一种受到放克和后迪斯科影响的电子音乐类型，使用合成器和键盘演奏。作为一种极简方向音乐，布吉也推动了电子家庭音乐的发展。与电子音乐不尽相同的是，布吉既强调贝斯吉他中拍掌技术，也重视贝斯合成器的运用。有关的知名艺术家有Vicky "D", Komiko, Peech Boys, Kashif和后来的Evelyn King。

### 电子放克
电子放克（英語：Funktronica）是电子音乐和放克的合成体。在本质上电子放克继承了传统放克音乐的形式和特色，不同点在于电子放克或多或少地使用了如TR-808这样的电子乐器。电子音乐常常用声码器和xxx来调整人声音色。电子放克的先锋乐队Zapp就常常在他们的音乐中加入这些电子设备。有关电子放克的艺术家有Herbie Hancock, Afrika Bambaataa, Egyptian Lover, Vaughan Mason & Crew, Midnight Star和Cybotron等。

### 放克金属
放克金属（英語：Funk Metal）是一种20世纪80年代形成的合并了放克和重金属元素的融合曲风。放克金属融合了重金属吉他冲劲十足的即兴重复和放克音乐中强有力的贝斯节奏，有时还会将另类摇滚（alternative rock）中的说唱节奏融入歌曲创作中。放克金属的典型代表有被滚石评为“放克金属先驱”的美国全黑人重摇滚乐队Living Colour。

### 匪帮放克
匪帮放克（英語：G-Funk）是一种融合了匪帮饒舌（Gangsta Rap）与放克的曲风。一般认为，匪帮放克是由美国西岸嘻哈艺人原创，并由德瑞醫生发扬光大的。在多层次旋律集成器的运用下，匪帮放克融合了缓慢的节奏群、深沉的低音线条和女声背景。在旋律上，匪帮放克嵌入了大量P-放克片段和合成器制造出的高滑音锯齿波效果。与同样合成了放克片段的早期说唱形式（如EPMD和The Bomb Squad）不同的是，匪帮饒舌每一首曲子嵌入的片段更少，也更为单一。

### 廷吧放克
廷吧（英語：Timba Funk）是一种来自古巴的放克风格舞曲。1990年前后，数只古巴乐队的编曲当中已经融入了放克和说唱音乐元素，包括美国电子鼓组合、萨克斯风管和两组键盘等乐器也加入到他们传统阵容中。一些知名廷吧乐队如La Charanga Habanera和Bamboleo等，不时用号吹一段Earth, Wind and Fire, Kool and the Gang和其他来自美国放克乐队经典歌曲的小片段。有所不同的是，尽管许多放克歌曲的动机便显出非洲传统重点节奏（clave-based structure），这种节奏并非是为了将乐曲不同部分规整排列而成，而是自然而然形成的。而到了廷吧音乐中，这种放克动机就表现出一种明显有意的切分节奏。

### 即兴放克
放克即兴（英語：Funk Jam）是1990年后出现的一种融合曲风。通常放克即兴中包含了放克元素、吉他和其它交叉曲风的即兴组合，如爵士、氛围音乐（ambient）、电子音乐、美式乡村和即兴说唱等。比较知名的放克即兴演奏乐队有Soul Rebels Brass Band, Phish, Galactic和Soulive等。

## 延伸阅读
- Danielsen, Anne (2006). 《Presence and pleasure: The funk grooves of James Brown and Parliament》（译：存在与愉悦：詹姆斯·布朗和百乐门 / 议会乐队的放克律动）. Wesleyan University Press.
- Vincent, Rickey. . St. Martin's Press. 1996. ISBN 0-312-13499-1.
- Thompson, Dave. . Backbeat Books. 2001. ISBN 0-87930-629-7.
- Wermelinger, Peter. . -. 2005. ISBN 3-9522773-1-2.